# René van Tilburg
René van Tilburg (25 augustus 1962) is een Nederlands voormalig voetballer die als aanvaller speelde.
Van Tilburg brak door bij Helmond Sport waar hij in het seizoen 1986/87 in totaal 21 doelpunten maakte in de eerste divisie. Na een half jaar bij BV Veendam en een kalenderjaar bij N.E.C. kwam hij in 1990 bij de amateurs van Wilhelmina '08. Na nog in de Belgische derde klasse bij KSV Mol gespeeld te hebben, keerde hij in 1994 terug bij Wilhelmina en bouwde daarna als verdediger af. Hij speelde daarna nog bij Rood-Wit '62, SV Deurne, Bavos en VV Buinerveen. Hij had een sportzaak in Bakel en is na een verhuizing actief als ondernemer in Stadskanaal.